# 布勒伊拉
布勒伊拉（羅馬尼亞語：Brăila）是羅馬尼亞的一個城市。屬蒙特尼亞地區。布勒伊拉是布勒伊拉縣的首府所在地。此外布勒伊拉還是多瑙河岸的一個河港。